# Vlag van Spijk (Groningen)

Vlag van Spijk

De vlag van Spijk is de dorpsvlag van het Nederlandse dorp Spijk, in de Groningse gemeente Eemsdelta. De vlag werd in 1965 ontworpen door J.B. Bronsema.

## Beschrijving
De beschrijving van de vlag luidt als volgt:
Vijf evenhoge banen van blauw, wit, zwart, wit en blauw, met een over de lengte van 1/3 vlaghoogte naar de hijs, c.q. broek, verlengde rechthoekige driehoek van geel, op het midden daarvan een verkort Andreaskruis van rood, in een ring van blauw waarvan de middellijn gelijk is aan 1/2 van de vlaghoogte.

## Symboliek
- Gele driehoek: duidt op de uitstekende oeverwal waar het wierdedorp op gelegen is. Hier ontleent het dorp tevens zijn naam aan.[1]
- Blauwe ring: verwijst naar de gracht die rond de kerk gelegen is.[1]
- Rood Andreaskruis: symbool voor Andreas, de heilige waar de kerk van Spijk aan gewijd was.[1]
- Witte en blauwe banen: staan net als de golvende balken in het wapen van Spijk voor de invloed van de zee.[1]
- Witte en zwarte banen: de kleurstelling is ontleend aan het wapen van het geslacht Ubbena dat een borg bewoonde nabij het dorp.[1]
- Gele en blauwe kleuren: De kleuren goud en blauw zijn afkomstig van het wapen van het geslacht Alberda dat ook ter plaatse een borg bezat.[1]
- Gele velden: verwijzing naar het agrarische karakter van het dorp.[1]

Het wapen van het geslacht Alberda.
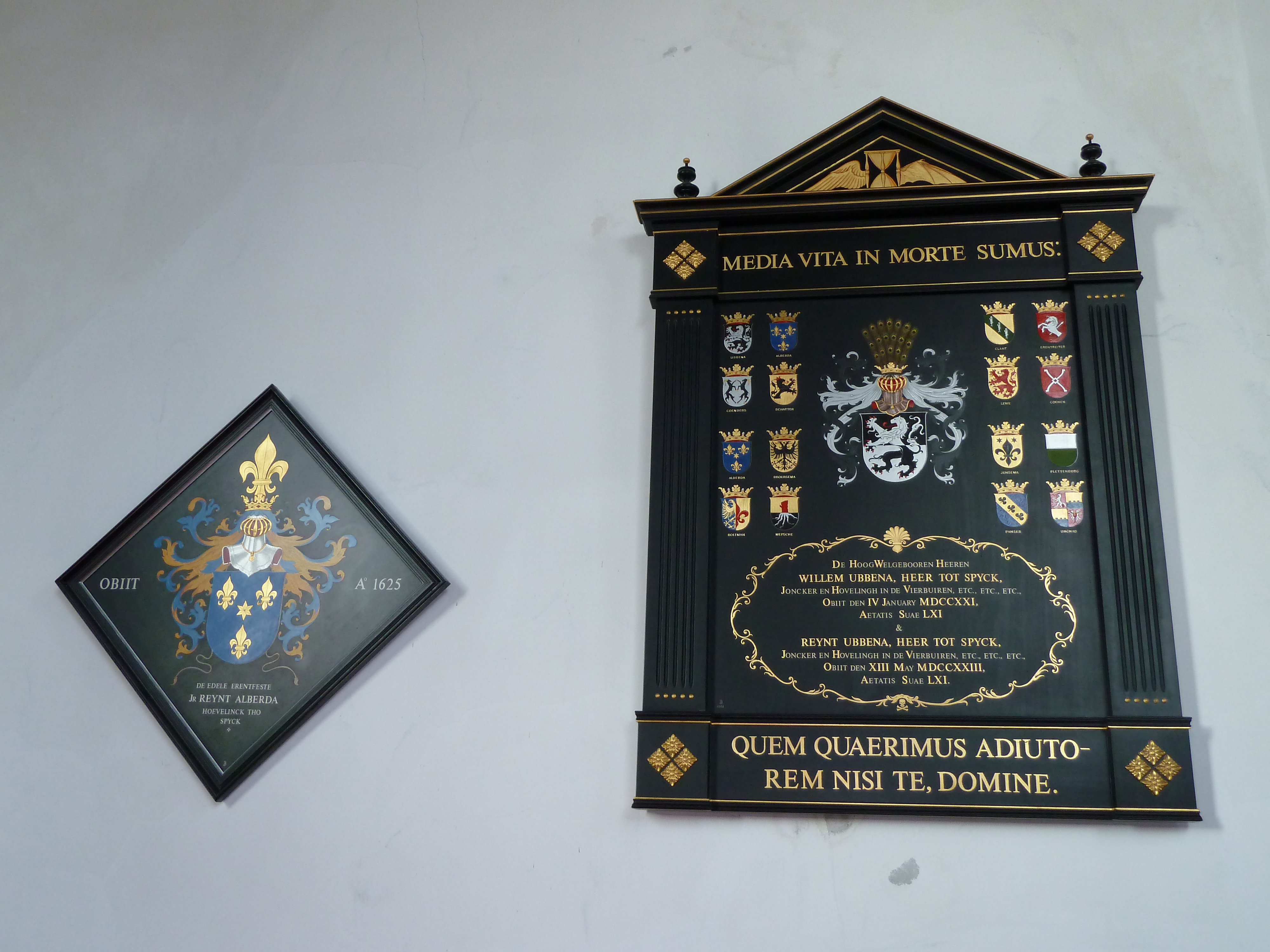
Replica's van rouwborden met de wapens van de geslachten Alberda en Ubbena in de kerk van Spijk.

## Zie ook

Wapen van Spijk